# Giang (thực vật)
Giang (danh pháp: Ampelocalamus patellaris) là một loài thực vật có hoa trong họ Hòa thảo. Loài này được (Gamble) Stapleton mô tả khoa học đầu tiên năm 1994.